# Bede Amarachi Osuji
Bede Amarachi Osuji (sinh 21 tháng 1 năm 1996) là một tiền đạo bóng đá Nigeria thi đấu cho Gorica.